# Onowaembo (Gunung Sitoli)
Onowaembo is een bestuurslaag in het regentschap Gunungsitoli van de provincie Noord-Sumatra, Indonesië. Onowaembo telt 1149 inwoners (volkstelling 2010).